# 下布赫西滕
下布赫西滕（德語：Niederbuchsiten）是瑞士索洛圖恩州的一个市镇，位於該國北部，面積5.48平方公里，海拔高度465米，截至2018年12月31日总人口为1,175人。

## 外部連結
- Official website（页面存档备份，存于） （德文）